# NGC 7599
NGC 7599 = IC 5308 ist eine Balken-Spiralgalaxie mit aktivem Galaxienkern vom Hubble-Typ SBc im Sternbild Kranich am Südsternhimmel. Sie ist schätzungsweise 73 Millionen Lichtjahre von der Milchstraße entfernt und hat einen Durchmesser von etwa 95.000 Lichtjahren.
Gemeinsam mit NGC 7552, NGC 7582 und NGC 7590 bildet sie das Grus-Quartett.
Das Objekt wurde am 2. September 1836 vom britischen Astronomen John Herschel entdeckt.